# دونده‌پایان
دونده‌پایان (نام علمی: Dromopoda) نام یک زیررده از رده عنکبوتیان است.